# El corredor de la mort
El corredor de la mort (títol original: Killer: A Journal of Murder) és una pel·lícula estatunidenca dirigida per Tim Metcalfe, estrenada l'any 1996. Ha estat doblada al català.

## Argument
Henry Lesser entra com a carceller a Leavenworth, una de les presons més dures del país. Allà coneix Carl Panzram (James Woods), un perillós Assassí en sèrie amb el qual entaula una particular relació que posarà en qüestió els seus principis i la seva fe en el sistema penitenciari. Carl vol escriure la seva autobiografia i Henry, incomplint les normes, li facilita llapis i paper amb l'esperança que l'experiència el redimeixi. En el manuscrit, Carl relata la seva terrible carrera criminal, mostrant-se com un home dominat pel ressentiment, l'odi i la violència.

## Repartiment
- James Woods: Carl Panzram
- Robert Sean Leonard: Henry Lesser
- Cara Buono: Ether Lesser
- Steve Forrest: Charles Casey anomentat « Patate »
- Robert John Burke: R.G. Greiser
- Ellen Greene: Elizabeth Wyatt
- Richard Riehle: Quince
- Harold Gould: Henry Lesser, de vell
- John Bedford Lloyd: Dr. Karl Menninger
- Jeffrey DeMunn: Sam Lesser
- Lili Taylor: Sally (no surt als crèdits)

## Al voltant de la pel·lícula
- Just abans els crèdits del final, es pot llegir que el film és dedicat al director Sam Peckinpah. Aquest reconeixement és degut al fet que aquest últim, i particularment el film Grup salvatge, va incitar Tim Metcalfe a convertir-se en director de cinema.[3]
- Premis 
  - 1996: Festival de Cinema Fantàstic de Sitges: Millor actor (James Woods)
  - 1996: Premis Satellite: Millor actor principal - Drama (James Woods) (ex aequo)
- Crítica: "Història real d'un furiós assassí. El desenvolupament resulta pla, la posada en escena estereotipada, però... apareix Woods i l'estómac puja a la gola"[4]